# Droga krajowa B31n (Niemcy)
Droga krajowa 31n (niem. Bundesstraße 31n, B 31n) – niemiecka droga krajowa przebiegająca  na osi wschód zachód równolegle do drogi B31 pomiędzy Stockach i Überlingen w Badenii Wirtembergii.